# Nándor Fazekas
Nándor Fazekas [ˈnaːndor ˈfɒzɛkɒʃ] (* 16. Oktober 1976 in Kecskemét, Ungarn) ist ein ehemaliger ungarischer Handballtorwart.

## Karriere
Fazekas spielte anfangs in Ungarn für Dunaferr SE und Fotex Veszprém. 2004 wechselte er zum deutschen Verein TuS Nettelstedt-Lübbecke. Zwei Jahre später schloss er sich dem VfL Gummersbach an. Zum Saisonende 2008/09 verließ er den VfL zum KC Veszprém. Er wurde vom 1. August 2014 bis zum 15. Dezember 2014 von dem ungarischen Verein an den katarischen Klub al-Jaish ausgeliehen. Im Februar 2015 kehrte er in die Bundesliga zu HBW Balingen-Weilstetten zurück. Nach der Saison 2014/15 gingen der HBW Balingen-Weilstetten und Nándor Fazekas getrennte Wege, worauf er sich Balatonfüredi KSE anschloss. Im Frühjahr 2020 beendete er seine Karriere.
Fazekas bestritt 238 Länderspiele für die ungarische Männer-Handballnationalmannschaft und warf dabei genau ein Tor.
Der gelernte Maler ist verheiratet und hat drei Söhne. Sein ältester Sohn Gergő spielt ebenfalls Handball.

## Erfolge
- EHF-Champions-League-Finale 2001
- 4. Platz bei den Olympischen Spielen 2004 in Athen
- 6. Platz bei der Weltmeisterschaft 2009
- EHF-Pokal 2009
- 4. Platz bei den Olympischen Spielen 2012 in London.
- Ungarischer Meister 1997, 1999, 2001, 2002, 2003, 2004, 2010, 2011, 2012, 2013 und 2014
- Ungarischer Pokalsieger 1999, 2000, 2002, 2003, 2004, 2010, 2011, 2012, 2013 und 2014